# 尚書三
天龍座18，又名BD+64 1145，HD 151101、SAO 17188、HR 6223，是天龍座的一颗恒星，视星等为4.83，位于銀經95.57，銀緯38.16，其B1900.0坐标为赤經16h 40m 13.4s，赤緯+64° 38.16′ 43″。